# Marele Orient al României

Marele Orient al României (prescurtată M.O.A.R.) este o federație mixtă de loji masonice care se definește ca putere simbolică suverană, adogmatică și liberală, continuatoare a tradiției începute încă de la 1879 de iluștrii săi înaintași. M.O.A.R. este suveran prin prisma faptului că nu este interesat de recunoașterea obediențelor dogmatice și conservatoare. M.O.A.R. întreține relații de prietenie atât cu obediențele care fac parte din rețeaua francmasoneriei adogmatice și liberale, cât și cu obediențele care respectă existenta sa. M.O.A.R. este o putere simbolică prin faptul că păstrează ritualul tradiției inițiatice. M.O.A.R. este adogmatic prin faptul că este de părere că opțiunea religiei și a credinței ori a non credinței aparține individului și nu este un criteriu de selecție pentru inițiere. Altfel spus, M.O.A.R. nu face discriminare în funcție de credință și de religie în momentul considerării unei candidaturi. M.O.A.R. apără principiul republican al laicității, adică respectul libertății individuale, de conștiință și de religie. M.O.A.R. este liberal prin prisma faptului că recunoaște în egală măsură statutul de inițiat femeilor și al bărbaților și lasă la latitudinea lojilor decizia de a se constitui în lojă masculină, feminină ori mixtă.

## Istoria Marelui Orient al României - repere cronologice
1876 - Îndemnate de climatul naționalist al epocii, câteva Loji se federalizează pentru a crea un Mare Orient al României.
1878 - Potrivit unui articol publicat de „Le Cercle d'études maçonniques”al Lojii Unirea din București (1925), există 10 Loji care funcționează sub diferite Obediențe (în principal Marele Orient al Franței și Marele Orient al Italiei precum și Marele Orient al Portugaliei).
Martie 1879 - Se votează în Comitetul Central Masonic constituirea Marelui Orient al României.
1 mai 1879 - Anton Costicescu și Basile-Constantin Livianu promulgă Constituția masonică română incercând prin unirea a șapte loji, să constituie Marele Orient al României ca Putere Suverană națională și independentă. Incercarea nu durează decât un an.
12-13 septembrie 1925 - Se reconstituie Marele Orient al României. Obediența care renaște adună la un loc Lojile create de Marele Orient al Franței. Se distinge în acest traseu istoric o caracteristică fundamentală a Marelui Orient al României. După fiecare disoluție a Obedienței ea își regăsește dinamismul și rigoarea restructurării în sprijinul și relația privilegiată cu Marele Orient al Franței.
1932 - Marele Orient al României avea 18 loji cu 2.200 membri.
1940-1941 - Se desfășoară o vastă campanie antimasonică.
1948 - Din ordinul autoritațiilor de stat se impune „ închiderea provizorie a lojilor pentru a permite membrilor săi să-și îndeplinească obligațiile lor cetățenești în cadrul brigăzilor de muncă de folos obștesc”
25 mai 1991 - Sub obediența Marelui Orient al Franței se instalează la București loja Humanitas.
2005 - Sub obediența Marelui Orient al Franței funcționează 6 Loji și 2 Triunghiuri, care au decis federalizându-se să reaprindă focurile Marelui Orient al României.
1 iulie 2005 - În prezența a 250 de membri, a reprezentanților și delegațiilor unor Obediențe străine, atât din Europa de Vest cât și din Est si a Marelelui Orient al Franței, care - în calitate de Obediență la care erau afiliate Atelierele care se federalizau - a prezidat ceremonia și a transferat patenta de rit necesară reaprinderii focurilor Obedienței române.
23 mai 2009 - Marele Orient al Romaniei devine membru al CLIPSAS (CENTRE DE LIAISON ET D'INFORMATION DES PUISSANCES MACONNIQUES SIGNATAIRES DE L'APPEL DE STRASBOURG), organizatie masonica compusa din Mari Oriente si / sau Mari Loji ce au aderat la masoneria liberala denumita si continentala si ce au semnat apelul de la Strasbourg, detinand din 2011 un rol consultativ in cadrul UNESCO.
2018 - Sub obediența Marelui Orient al României funcționează 31 Loji.

## Valorile Francmasoneriei adogmatice și liberale
- Democrația
- Drepturile Omului
- Laicitatea
- Solidaritatea socială
- Civismul
- Mediul înconjurător
- Demnitatea Umană

### Franța
- Marele Orient al Franței - www.godf.org
- Marele Ordin Egiptean al GODF - www.grandordreegyptien.org
- Dreptul Uman - www.droit-humain.org
- Marea Lojă Feminină a Franței - http://www.glff.org

### Belgia
- Marele Orient al Belgiei - www.gob.be

### Elveția
- Marele Orient al Elveției - www.g-o-s.org

### Italia
- Marea Lojă a Italiei - www.granloggia.it

### Austria
- Marea Loja Liberală a Austriei - www.liberale-grossloge.at Arhivat în 1 februarie 2015, la Wayback Machine.
- Marele Orient al Austriei - www.freimaurer.at

### Irlanda
- Marele Orient al Irlandei - www.goirl.org

### Luxemburg
- Marele Orient al Luxemburgului - www.gol.lu

### Organizații Masonice
- CLIPSAS - Centre de Liaison et d'Information des Puissances Maconniques Signataires de l'Appel de Strassbourg - www.clipsas.info Arhivat în 7 septembrie 2019, la Wayback Machine.

### Bloguri
Site-ul unui tânăr Francmason: www.gadlu.info
Blog belgian despre Francmasonerie: www.hiram.be

### Muzee
Trei secole de artă și istorie masonică pe web : situl muzeului francmasoneriei din Paris www.museefm.org
Asociația Muzeelor, Librăriilor și Arhivelor masonice: www.ammla.org

### MOAR în presă
- 9AM Marele Orient al României își asumă iregularitatea